# تاکماک‌کاران
تاکماک‌کاران (انگلیسی: Takmakkaran) یک شهرک در شهرستان بیژبولیاکسکی باشقیرستان کشور روسیه است.